# VI. Amadé keresztes háborúja
VI. Amadé keresztes háborúja 1366 nyarán indult a törökökkel szövetséges bolgárok ellen.

## Előzmények
1363-ban VI. Amadé savoyai gróf keresztes hadjáratot tervezett a törökök ellen. Habár március 31-én jelen volt Avignonban, amikor I. Péter ciprusi király és II. János francia király átvette a keresztet a pápától a tervezett Alexandriai keresztes háborúra, ő nem kért felhatalmazást egy hasonló akcióra. 1364. január 19-én aztán ő is megkapta V. Orbán pápa áldását arra, hogy csatlakozzon az alexandriai akcióhoz.
1365 őszén megérkeztek a hírek Alexandria kifosztásáról, és Amadé is aktivizálta magát. 1366 januárjában találkozott V. Orbánnal, hogy rávegye, maradjon hatályba 1364-es felhívása a keresztes háborúra. Amadé kinevezte feleségét birtokai régensének, amíg távol van. A két nagy déli kereskedőváros, Genova és Velence elutasította, hogy hajókat adjon a sereg szállítására, mert Alexandria feldúlása kedvezőtlenül érintette kereskedelmi kapcsolataikat. Amikor megtudták, hogy a savoyai gróf a Balkánra készül, másképp álltak az ügyhöz, és Marseille közreműködésével húsz hajót bocsátottak a rendelkezésére.

## A hadjárat
A flotta a velenceiek által ellenőrzött Koroniban, a Peloponnészosz délnyugati csücskén gyűlt össze. 1366. július 19-én Amadé megérkezett Koroniba, majd a had július 27-én kifutott. Augusztus 2-án megérkeztek Negropontéhoz. Amadé itt értesült arról, hogy szövetségesei, I. Lajos magyar király megkezdte a háborút a bolgárokkal és V. Ióannész bizánci császár a bolgárok fogságába került. A flotta augusztus 15-én a Dardanellák felé hajózott tovább. Hét nap múlva megérkeztek Gallipolihoz, amelyet a törökök 1354-ben foglaltak el. Augusztus 26-án a város elesett. Amadé helyőrséget hagyott hátra, majd Konstantinápolyba hajózott, ahova szeptember 4-én érkezett meg.
A sereg áthajózott a Fekete-tengerre, és elfoglalta Szozopolt, majd Neszebart. Megostromolta Várnát, majd tárgyalásokat kezdett a bolgárokkal V. János szabadon bocsátásáról. Ez 1367. január 28-án történt meg. A keresztes had felbomlott, Amadé június 9-én indult vissza Konstantinápolyba. Június 13-án átadta Gallipolit a bizánciaknak.